# Sugar Ramos
Pour les articles homonymes, voir Ramos.
Ultiminio « Sugar » Ramos est un boxeur cubain puis mexicain, né le 2 décembre 1941 à Matanzas et mort le 3 septembre 2017 à Mexico.

## Carrière
Il devient champion du monde des poids plumes WBA et WBC le 21 mars 1963 en battant Davey Moore au 10e round. Ce combat se termine tragiquement puisque Moore meurt deux jours plus tard de ses blessures.
Ramos conserve ses ceintures face à Rafiu King, Mitsunori Seki et Floyd Robertson mais s'incline contre le Mexicain Vicente Saldivar le 26 septembre 1964 (défaite par arrêt de l'arbitre au 12e round).

## Distinction
- Sugar Ramos est membre de l'International Boxing Hall of Fame depuis 2001.